# Wola Batorska
Wola Batorska est une localité polonaise de la gmina de Niepołomice, située dans le powiat de Wieliczka en voïvodie de Petite-Pologne.